# Pere Cuyàs i Font
Pere Cuyàs i Font (Sant Vicenç dels Horts, 30 de juliol de 1914 — Sant Vicenç dels Horts, 24 de desembre de 1997) fou un polític vicentí, fundador de la secció local del Partit Socialista Unificat de Catalunya (PSUC) de Sant Vicenç dels Horts, i primer alcalde de Sant Vicenç dels Horts (1979-1983) elegit democràticament després de la dictadura franquista.